# Bjarébyite
La bjarébyite est une espèce minérale composée de phosphate de baryum et de strontium du groupe des phosphates et du sous-groupe des phosphates anhydres avec anion étranger, de formule (Ba,Sr)(Mn2+,Fe2+,Mg)2Al2(PO4)3(OH)3.

## Inventeur et étymologie
La Bjarébyite a été décrite en 1973 par P. B. Moore & D. H. Lund ; elle fut nommée ainsi en l'honneur d'Alfred Gunnar Bjareby (1899-1967), étudiant suédo-américain sur les minéraux des pegmatites de Nouvelle-Angleterre, aux États-Unis.

## Topotype
- Palermo No. 1 Mine (Palermo #1 pegmatite), Groton, Comté de grafton, New Hampshire, États-Unis[2].

## Cristallographie
- Paramètres de la maille conventionnelle : a=8,93 Å, b=12,073 Å, c=4,917 Å, β=100,15 °, Z=2, V=521,81 Å3
- Densité calculée = 3,92-4,02

## Cristallochimie
La bjarébyite fait partie du groupe de la kulanite.

### Groupe de la kulanite
- Kulanite Ba(Fe2+,Mn,Mg)2Al2(PO4)3(OH)3, P 21/m; 2/m
- Penikisite Ba(Mg,Fe2+)2Al2(PO4)3(OH)3, {\displaystyle P}1; 1
- Bjarébyite (Ba,Sr)(Mn2+,Fe2+,Mg)2Al2(PO4)3(OH)3, P 21/m; 2/m
- Perloffite Ba(Mn,Fe2+)2Fe3+2(PO4)3(OH)3, P 21/m; 2/m
- Johntomaïte Ba(Fe2+,Ca,Mn2+)2Fe3+2(PO4)3(OH)3, P 21/m; 2/m

## Gîtologie
La bjarébyite est un rare produit de réaction de la triphylite et de l'amblygonite des pegmatites granitiques complexes.

### Minéraux associés
- Palermoïte, augelite, childrénite, montebrasite, scorzalite, whitlockite, carbonate-apatite, sidérite (Palermo #1 mine, New Hampshire, USA)
- bertossaïte, lazulite, scorzalite, burangaïte, trolléite, apatite, quartz (Buranga mine, Rwanda).

## Habitus
La bjarébyite se trouve sous forme de cristaux en forme de fer de lance, à multiples facettes, pouvant atteindre 3 millimètres. Elle se trouve en cristaux prismatiques striés, fibreux et en masses compactes.

## Gisements remarquables
- Autriche

Carrière Feldspar, Mont Wolfsberg, Spittal, Millstatt lake ridge, Carinthie
- États-Unis

Palermo No. 1 Mine (Palermo #1 pegmatite), Groton, Comté de grafton, New Hampshire
Carrière Charles Davis, Groton, Comté de Grafton, New Hampshire
- Rwanda

Buranga pegmatite, Gatumba District, Western Province
- Suède

Västanå Iron Mine (Westanå Mine), Näsum, Bromölla, Skåne